# Soap opera

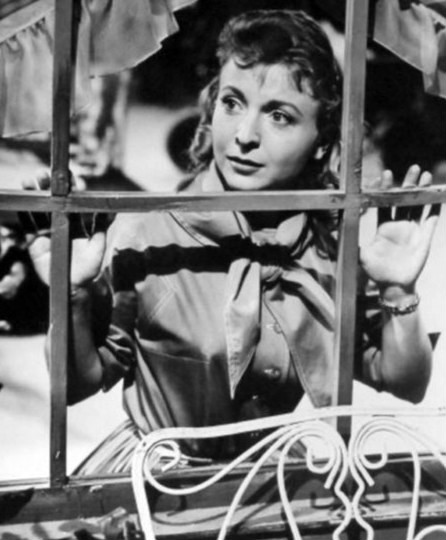
Rosemary Prinz interpreta Penny Hughes nella soap opera Così gira il mondo

Una soap opera, o anche più brevemente soap (plurale invariato), è una tipologia di dramma concepita negli anni trenta per la radio, e diventata successivamente un genere televisivo con la nascita della televisione.

## Etimologia del termine
Il termine soap opera deriva dal tipo di prodotti pubblicizzati nelle prime produzioni statunitensi, detersivi e saponi di aziende che si rivolgevano al pubblico femminile quale destinatario principale della soap opera.
Molte di queste aziende, invece di finanziare solamente le produzioni di soap opera attraverso la pubblicità, si sono impiegate direttamente nella loro produzione. Una rinomata produzione della P&G è la soap opera statunitense Sentieri.
Altra possibile etimologia del termine deriva dalla fascia oraria in cui venivano trasmesse le soap, ovvero nel primo pomeriggio, mentre le casalinghe d'America (a cui erano destinate) erano solite lavare i piatti guardando la TV. Da ciò deriverebbe il cosiddetto "soap time" (orario del sapone) della messa in onda.

## Caratteristiche
La soap opera in origine era prodotta quasi esclusivamente per il pubblico femminile, per diventare poi nel corso del tempo quasi sempre un prodotto per famiglie. È caratterizzata da un forte intreccio sentimentale tra i vari personaggi ed è ricca di risvolti drammatici. Le soap televisive sono girate soprattutto in interni; sono ricche di primi piani e basate sui dialoghi come le soap radiofoniche. Spesso un riassunto all'inizio della puntata aiuta a ricordare le vicende delle puntate precedenti.

### Origine
I Paesi d'origine della soap opera sono quelli dell'America settentrionale, in particolare gli Stati Uniti. La prima soap opera è stata infatti Painted Dreams, produzione statunitense per la radio.

### Struttura narrativa
La struttura narrativa della soap opera è quella del serial, cioè un'unica storia suddivisa in un numero ampio di puntate. 
Di norma non giunge ad una conclusione narrativa, per questo viene anche definita serial aperto, elemento che la distingue dalla telenovela che pur avendo molte caratteristiche simili, giunge invece ad una conclusione narrativa nelle ultime puntate ed è per questo definita serial chiuso. Per via della produzione che quasi sempre si dilunga per molti anni, spesso si assiste a uscite di scena degli attori facendo in modo di dare al personaggio e a tutte le storie che lo riguardano una conclusione narrativa più o meno aperta.
Il ricambio dei personaggi fa inoltre sì che spesso le vicende che si seguono hanno poco a che vedere con quelle riguardanti i primi anni della soap, come avveniva ad esempio in Italia per CentoVetrine, il cui ricambio dei protagonisti era notevole rispetto a produzioni americane come Beautiful, in cui un personaggio viene interpretato nel corso del tempo, da attori diversi, tramite i vari recasting. La lunga serialità consente anche di far uscire di scena un personaggio senza spiegarne le ragioni, semplicemente eliminandolo da un certo punto in poi.

### Durata
La durata delle singole puntate varia tra i 22 e i 44 minuti, in passato negli Stati Uniti alcune soap raggiunsero anche la durata di 90 minuti a episodio. Per quanto riguarda invece la longevità complessiva, la soap opera può durare anni o anche decenni a seconda del riscontro del pubblico.

### Programmazione
La soap opera è un prodotto a cadenza giornaliera infrasettimanale (escluso il week end) per la fascia oraria diurna (mattina più pomeriggio), il cosiddetto daytime. In Italia e nel Regno Unito viene programmata in alcuni casi anche nella fascia preserale.
Oltre a quelle giornaliere esistono anche altre soap opera che vanno in onda in prima serata. La differenza è che vanno in onda una sola volta alla settimana e hanno una durata inferiore rispetto alle giornaliere, ma non rispetto alle altre serie televisive, alcune infatti hanno stabilito dei record giungendo sino alla quattordicesima stagione. Le soap serali più celebri sono Dallas, Dynasty, Falcon Crest, California,  Melrose Place, Peyton Place ed Empire.

## Storia

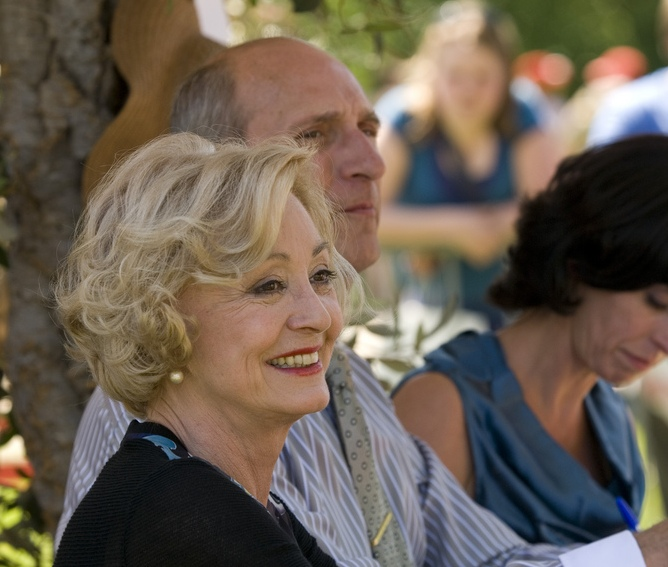
Leah Thys, attrice belga protagonista della soap Thuis

La soap opera nasce negli anni trenta negli Stati Uniti come prodotto per la radio e con la successiva nascita della televisione diventa negli anni quaranta, sempre inizialmente negli Stati Uniti, anche un prodotto televisivo.
La più lunga soap opera del mondo è Sentieri, iniziata in radio nel 1937, approdata in TV nel 1952 e conclusasi nel 2009. In Italia questa soap opera è andata in onda dal 1982 al 2012, prima su Canale 5 e poi su Rete 4. Nel 1996, inoltre, l'Italia è stata anche uno degli ultimi Paesi ad avviare una produzione propria di soap opera. I Paesi che vantano una maggiore tradizione sono gli Stati Uniti e il Regno Unito, dove la soap opera Coronation Street rappresenta per quest'ultimo una vera e propria istituzione nazionale in onda fin dal 1960.
La prima soap opera italiana è Un posto al sole, prodotta per la televisione. Nata nel 1996 in sordina e con qualche titubanza da un format australiano (Neighbours, soap di grande successo in Australia e Gran Bretagna), è diventata ben presto un prodotto di successo ancora in produzione anche se negli ultimi dieci anni l'ascolto si è abbassato notevolmente arrivando sino a meno di 900.000 telespettatori. In Italia la soap più vista è Beautiful, grande successo nell'ora di pranzo con circa 2.800.000 telespettatori a puntata. Dal 2015 va in onda con grande successo la soap opera spagnola Una vita che registra 2.500.000 telespettatori su Canale 5. Inoltre, anche Rai 1 si è adattata e per recuperare un po' d'ascolto che aveva perduto, ha cominciato a produrre una soap opera che sta riscuotendo molto successo: Il paradiso delle signore che dal 2019 è arrivata a registrare 2.250.000 telespettatori.
Negli Stati Uniti il genere sta però attraversando un periodo di forte crisi d'ascolto e di popolarità. Le soap opera ancora trasmesse dalle principali emittenti televisive statunitensi sono solamente cinque: Il tempo della nostra vita sulla NBC, Febbre d'amore, Beautiful e Beyond the Gates sulla CBS e General Hospital sulla ABC. Al contrario, erano ben sedici le soap opera trasmesse negli USA nel 1980; inoltre gli ascolti delle soap opera sono molto più bassi rispetto a quelli dell'epoca d'oro del genere, cioè gli anni settanta, ottanta e novanta.
Tale crisi è dovuta a vari motivi: innanzitutto al cambio di pubblico del daytime, infatti la maggior parte delle donne negli Stati Uniti lavora e dunque il pubblico del daytime americano è ora composto prevalentemente da teenager che prediligono altri generi rispetto alle soap opera come ad esempio i reality show; altro motivo sta nei forti costi che una soap opera richiede (assai maggiori rispetto a quello di un talkshow o degli programmi tipici del daytime) che ha portato dunque i vertici delle reti principali a cancellare soap ultradecennali i cui ascolti erano ormai in calo da molto tempo (come ad esempio Sentieri nel 2009, Così gira il mondo nel 2010, La valle dei pini nel 2011 e Una vita da vivere nel 2012) e a sostituirle non con nuove soap opera ma con talk show o repliche di altri programmi, in quanto tale scelta garantisce maggiori ascolti e maggiori risparmi; altro motivo sta poi nella forte frammentazione degli ascolti della tv americana per via della presenza dei numerosi canali televisivi via cavo accanto a quelli tradizionali e dalla presenza dei nuovi media primo tra tutti Internet. Proprio su Internet nel 2013 sono state trasferite due soap della ABC appena cancellate: La valle dei pini e Una vita da vivere trasmesse in streaming a partire dal 29 aprile ma, a causa dei bassi riscontri ottenuti, entrambe hanno cessato la propria programmazione sul web il 5 settembre successivo.

## Differenze con le telenovele
- Come prima differenza c'è la provenienza, infatti le soap opera sono originali dei paesi anglosassoni come Stati Uniti, Canada, Australia e Regno Unito e più recentemente si sono iniziate a produrre anche in altri paesi europei come Germania, Francia ed Italia mentre le telenovele si sono sviluppate e sono realizzate solo ed esclusivamente nei paesi latini soprattutto nell'America del Sud (in particolare in Messico, Argentina, Brasile, Colombia e Venezuela ed in misura minore anche in Bolivia, Cile e Perù).
- La seconda differenza sta poi nella durata della storia. Mentre le soap opera possono durare anche per decenni (come nel caso di Sentieri andato in onda dapprima alla radio e successivamente in televisione per ben 72 anni dal 1937 al 2009), le telenovele hanno una durata massima che difficilmente supera le 200 puntate (dunque una sola stagione televisiva) anche se però possono essere realizzati dei seguiti.
- Terza differenza sta nei protagonisti: nelle soap opera si seguono le vicende di interi clan familiari mentre nelle telenovele vi è solo un protagonista (nella maggior parte dei casi una donna) o al massimo una coppia che lotta per far trionfare il proprio amore contro varie avversità esterne con in più alcune piccole storylines secondarie per i personaggi di contorno (che si risolvono molto velocemente). Può comunque capitare anche nelle soap opera che alcuni personaggi, in quanto più amati dal pubblico rispetto al resto del cast, abbiano maggiore importanza e risalto all'interno della storia rispetto agli altri (caso più famoso fu quello dei personaggi di Luke e Laura della soap opera General Hospital che diede avvio al fenomeno soap delle supercouples).
- Quarta differenza sta nel fatto che in una telenovela possono essere presenti tra un episodio e l'altro dei salti temporali di mesi o addirittura di molti anni (cosa invece non comune nelle soap opera).
- Quinta differenza sta nel fatto che una telenovela può essere ambientata anche in un'epoca passata (ad esempio nell'Ottocento o nel primo Novecento) mentre solitamente le soap opera si svolgono sempre in epoca contemporanea.
- Sesta differenza sta poi nel budget in quanto storicamente le soap opera hanno sempre avuto maggiori risorse economiche rispetto a quelle riservate alle produzioni seriali sudamericane (anche se negli ultimi anni le telenovele possono contare su maggiori finanziamenti rispetto al passato mentre le soap hanno globalmente subito grossi tagli di budget).